# Klingande
Klingande (schwedisch: klingend) ist ein französisches Musikprojekt, welches von den aus Nordfrankreich stammenden Studenten Cédric Steinmyller (* 1990) und Edgar Catry (* 1991) gegründet wurde. Inzwischen tritt aber nur noch Steinmyller unter dem Namen Klingande auf.

## Werdegang
Steinmyller arbeitete zunächst als DJ, bevor er 2008 begann, Musikstücke zu produzieren. Catry sammelte musikalische Erfahrungen im Klavierunterricht. Im Dezember 2012 gründeten sie das Projekt Klingande. Über Online-Plattformen wie YouTube und SoundCloud verbreiteten sich ihre Aufnahmen schnell. Gleichzeitig veröffentlichte das Duo seine Songs Punga und Jubel über einen digitalen DIY-Vertrieb. Nach einem erfolgreichen Verkaufsstart erhielt das Duo im deutschsprachigen Raum einen Labelvertrag. 
Mit dem Song Jubel erreichten sie im Oktober 2013 Platz eins der deutschen und wenig später auch der österreichischen und der Schweizer Single-Charts. Die Stimme in Jubel stammt von der Schwester eines Freundes der beiden DJs. Im Heimatland Frankreich erreichten sie Platz fünf. Der Titel wurde die erfolgreichste französische Produktion in Deutschland seit Lambada im Jahr 1989.
Im Frühjahr 2015 erreichte die dritte Single Riva mit dem französischen Sänger Broken Back europaweit hohe Chartplatzierungen. Zum Song wurde zur besseren Promotion ebenfalls, wie bei Jubel, ein Musikvideo gedreht. Am 26. Februar 2016 veröffentlichte Klingande die neue Single Losing U. Das Debütalbum The Album erschien am 15. November 2019, sechs Jahre nach ihrem ersten Hit Jubel.

## Diskografie

### Alben
| Jahr | Titel                    | Höchstplatzierung, Gesamtwochen, AuszeichnungChartplatzierungen (Jahr, Titel, Platzierungen, Wochen, Auszeichnungen, Anmerkungen) | Höchstplatzierung, Gesamtwochen, AuszeichnungChartplatzierungen (Jahr, Titel, Platzierungen, Wochen, Auszeichnungen, Anmerkungen) | Höchstplatzierung, Gesamtwochen, AuszeichnungChartplatzierungen (Jahr, Titel, Platzierungen, Wochen, Auszeichnungen, Anmerkungen) | Höchstplatzierung, Gesamtwochen, AuszeichnungChartplatzierungen (Jahr, Titel, Platzierungen, Wochen, Auszeichnungen, Anmerkungen) | Höchstplatzierung, Gesamtwochen, AuszeichnungChartplatzierungen (Jahr, Titel, Platzierungen, Wochen, Auszeichnungen, Anmerkungen) | Anmerkungen                             |
| Jahr | Titel                    | DE | AT | CH | UK | FR | Anmerkungen                             |
| ---- | ------------------------ | --- | --- | --- | --- | --- | --------------------------------------- |
| 2019 | The Album Virgin Records | — | — | — | — | — | Erstveröffentlichung: 15. November 2019 |

### Singles
| Jahr | Titel Album                       | Höchstplatzierung, Gesamtwochen, AuszeichnungChartplatzierungen (Jahr, Titel, Album, Platzierungen, Wochen, Auszeichnungen, Anmerkungen) | Höchstplatzierung, Gesamtwochen, AuszeichnungChartplatzierungen (Jahr, Titel, Album, Platzierungen, Wochen, Auszeichnungen, Anmerkungen) | Höchstplatzierung, Gesamtwochen, AuszeichnungChartplatzierungen (Jahr, Titel, Album, Platzierungen, Wochen, Auszeichnungen, Anmerkungen) | Höchstplatzierung, Gesamtwochen, AuszeichnungChartplatzierungen (Jahr, Titel, Album, Platzierungen, Wochen, Auszeichnungen, Anmerkungen) | Höchstplatzierung, Gesamtwochen, AuszeichnungChartplatzierungen (Jahr, Titel, Album, Platzierungen, Wochen, Auszeichnungen, Anmerkungen) | Anmerkungen                                                               |
| Jahr | Titel Album                       | DE | AT | CH | UK | FR | Anmerkungen                                                               |
| ---- | --------------------------------- | --- | --- | --- | --- | --- | ------------------------------------------------------------------------- |
| 2013 | Punga The Album                   | DE59 (4 Wo.)DE | AT62 (4 Wo.)AT | CH41 (4 Wo.)CH | — | FR86 (19 Wo.)FR |                                                                           |
| 2013 | Jubel The Album                   | DE1 ×2Doppelplatin · (48 Wo.)DE | AT1 Platin · (28 Wo.)AT | CH1 Platin · (49 Wo.)CH | UK3 Platin · (21 Wo.)UK | FR5 Gold · (83 Wo.)FR | Erstveröffentlichung: 1. Januar 2013 Verkäufe: + 2.187.500                |
| 2015 | RIVA (Restart the Game) The Album | DE9 Gold · (20 Wo.)DE | AT13 (19 Wo.)AT | CH6 (20 Wo.)CH | — | FR144 (7 Wo.)FR | Erstveröffentlichung: 2. März 2015 Verkäufe: + 250.000; feat. Broken Back |

Weitere Singles
- 2016: Losing U (feat. Daylight)
- 2016: Somewhere New (feat. M-22)
- 2017: Pumped Up (FR: Gold)

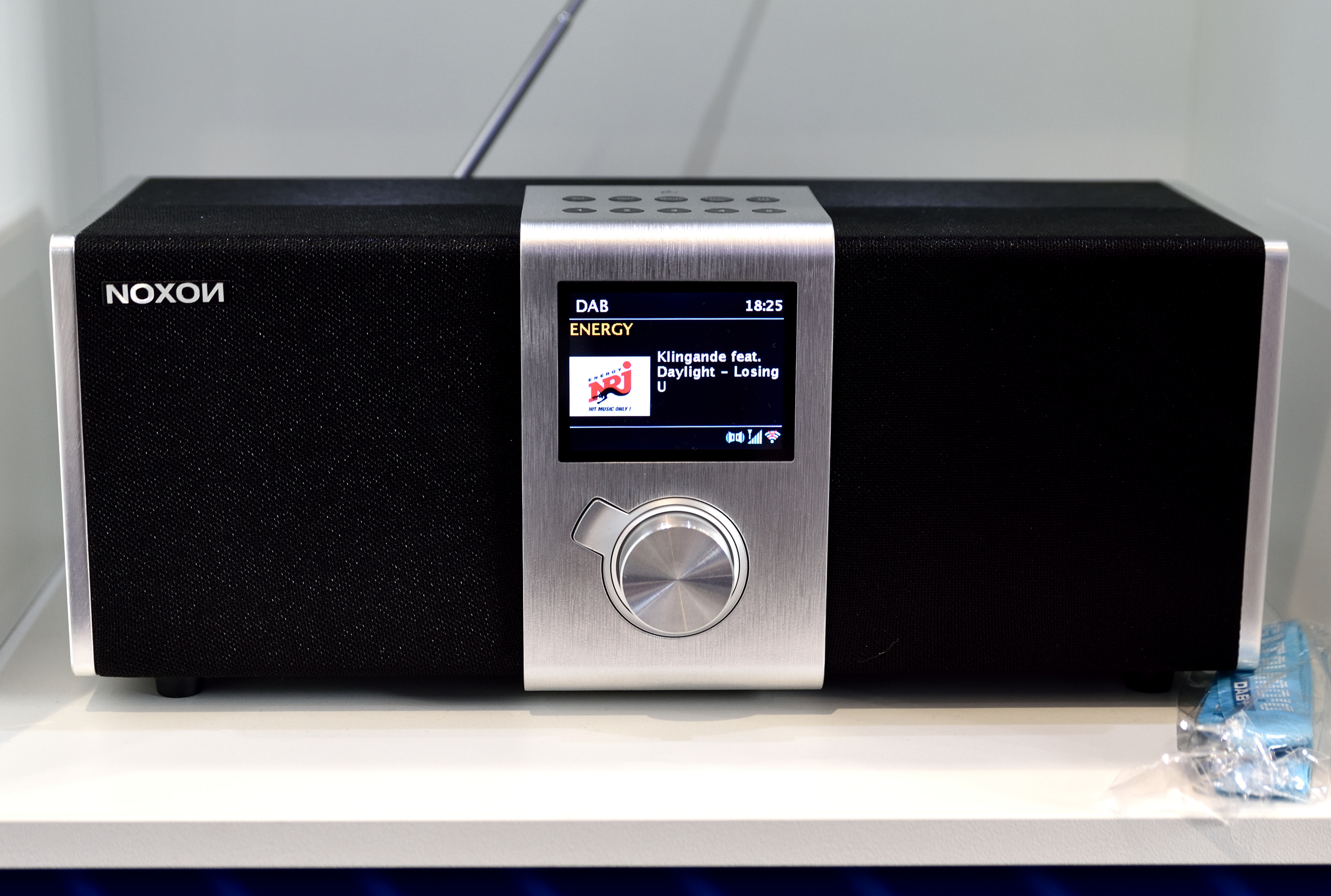
Losing U spielt auf NRJ (DAB+)

- 2018: Hope for Tomorrow (mit Autograf & Dragonette)
- 2018: Rebel Yell (mit Krishane)
- 2018: Wonders (mit Broken Back)
- 2019: By the River (mit Jamie N Commons)
- 2019: Ready for Love (mit Joe Killington feat. Greg Zlap)
- 2019: Sinner (mit Stevie Appleton)
- 2019: Messiah (mit Bright Sparks)

### Remixe
- 2015: Parov Stelar – The Sun[4]
- 2021: Robin Schulz & Felix Jaehn feat. Alida – One More Time[5]

## Auszeichnungen für Musikverkäufe
| Goldene Schallplatte - Irland - 2014: für die Single Jubel - Italien - 2017: für die Single Somewhere New - 2017: für die Single Losing U - 2019: für die Single Pumped Up - Norwegen - 2017: für die Single Somewhere New - 2017: für die Single Pumped Up - Portugal - 2022: für die Single Jubel - Spanien - 2014: für das Streaming Jubel | Platin-Schallplatte - Belgien - 2014: für die Single Jubel - Dänemark - 2014: für das Streaming Jubel - Italien - 2015: für die Single Riva (Restart the Game) - Kanada - 2018: für die Single Jubel - Neuseeland - 2020: für die Single Jubel - Schweden - 2016: für die Single Somewhere New - Spanien - 2024: für die Single Jubel | 4× Platin-Schallplatte - Australien - 2019: für die Single Jubel 5× Platin-Schallplatte - Italien - 2014: für die Single Jubel - Schweden - 2016: für die Single Jubel 9× Platin-Schallplatte - Norwegen - 2014: für die Single Jubel |

Anmerkung: Auszeichnungen in Ländern aus den Charttabellen bzw. Chartboxen sind in ebendiesen zu finden.
| Land/RegionAuszeichnungen für Musikverkäufe (Land/Region, Auszeichnungen, Verkäufe, Quellen) | Gold       | Platin       | Verkäufe | Quellen                           |
| -------------------------------------------------------------------------------------------- | ---------- | ------------ | -------- | --------------------------------- |
| Australien (ARIA)                                                                            | —          | 4× Platin4   | 280.000  | aria.com.au                       |
| Belgien (BRMA)                                                                               | —          | Platin1      | 30.000   | ultratop.be                       |
| Dänemark (IFPI)                                                                              | —          | Platin1      | —        | ifpi.dk                           |
| Deutschland (BVMI)                                                                           | Gold1      | 2× Platin2   | 800.000  | musikindustrie.de                 |
| Frankreich (SNEP)                                                                            | 2× Gold2   | —            | 175.000  | infodisc.fr snepmusique.com       |
| Irland (IRMA)                                                                                | Gold1      | —            | 7.500    | Einzelnachweise                   |
| Italien (FIMI)                                                                               | 3× Gold3   | 6× Platin6   | 275.000  | fimi.it                           |
| Kanada (MC)                                                                                  | —          | Platin1      | 80.000   | musiccanada.com                   |
| Neuseeland (RMNZ)                                                                            | —          | Platin1      | 30.000   | radioscope.co.nz                  |
| Norwegen (IFPI)                                                                              | 2× Gold2   | 9× Platin9   | 130.000  | ifpi.no                           |
| Österreich (IFPI)                                                                            | —          | Platin1      | 30.000   | ifpi.at                           |
| Portugal (AFP)                                                                               | Gold1      | —            | 5.000    | Einzelnachweise                   |
| Schweden (IFPI)                                                                              | —          | 6× Platin6   | 240.000  | sverigetopplistan.se              |
| Schweiz (IFPI)                                                                               | —          | Platin1      | 30.000   | hitparade.ch                      |
| Spanien (Promusicae)                                                                         | Gold1      | Platin1      | 60.000   | elportaldemusica.es promusicae.es |
| Vereinigtes Königreich (BPI)                                                                 | —          | Platin1      | 600.000  | bpi.co.uk                         |
| Insgesamt                                                                                    | 11× Gold11 | 35× Platin35 |          |                                   |